# Алексеев, Олег Александрович (политик)
Олег Александрович Алексеев (род. 21 декабря 1967, с. Куриловка, Новоузенский район, Саратовская область, РСФСР, СССР) — российский государственный деятель. Член Совета Федерации Федерального собрания Российской Федерации — представитель от законодательной власти Саратовской области с 28 сентября 2016 по 21 сентября 2017 и с 8 апреля 2020.
Из-за поддержки нарушения территориальной целостности Украины во время российско-украинской войны находится под персональными международными санкциями Евросоюза, США, Великобритании и ряда других стран.

## Биография
Родился 21 декабря 1967 в селе Куриловка Новоузенского района Саратовской области.
В 1994 году окончил Саратовский институт механизации сельского хозяйства имени М. И. Калинина по специальности «инженер-механик». В 2003 году окончил Поволжская академия государственной службы имени П. А. Столыпина по специальности «менеджер».
После окончания школы в августе 1985 года начал трудовую деятельность разнорабочим в Саратовском институте механизации сельского хозяйства имени М. И. Калинина.
В ноябре 1986 — ноябре 1988 — служил в армии. После службы работал по совместительству снабженцем в СГАУ.
С июня 1997 по июнь 1999 — инженер-механик Крестьянского хозяйства «Алексеев С. А.», заместитель управляющего ИП «Алексеева Л. И.».
С 2003 по 2006 — помощник главы Новоузенского муниципального образования.
В январе 2006 назначен директором по общим вопросам ИП «Алексеева Л. И.». Позже стал директором по общим вопросам ООО Строительная компания «Волга».
С 2009 работал главным инженером в КХ «Алексеев С. А.», затем директором по общим вопросам ООО «Куриловские Калачи плюс».
В октябре 2012 избран депутатом Саратовской областной Думы пятого созыва.
28 сентября 2016 решением Саратовской областной думы делегирован в Совет Федерации. Являлся членом Комитета Совета Федерации по аграрно-продовольственной политике и природопользованию. 21 сентября 2017 сложил полномочия.
В сентябре 2017 избран депутатом Саратовской областной Думы VI созыва. Работал в должности первого заместителя директора ФГБУ «Управление Саратовмелиоводхоз».
С октября 2017 по октябрь 2019 — старший научный сотрудник ФГНУ «Российский научно-исследовательский и проектно-технологический институт сорго и кукурузы».
В апреле 2020 решением Саратовской областной думы был вновь делегирован в Совет Федерации со сроком окончания полномочий сентябрь 2022 года. Член комитета Совета Федерации по регламенту и организации парламентской деятельности.

## Бизнес
По данным «СПРАК-Интерфакс», Олег Алексеев — совладелец ООО «Куриловские калачи плюс» (50 %), ООО «Волгарь» (49 %; Калининградская обл.). Был владельцем ООО «Алексо» в Новоузенском районе Саратовской области (100 %; розничная торговля моторным топливом; ныне директор — Степан Олегович Алексеев).

## Семья
Женат, имеет двоих детей.

## Награды
- Почётная грамота министерства сельского хозяйства Саратовской области
- Благодарность Губернатора Саратовской области
- Благодарность Председателя Совета Федерации Федерального собрания Российской Федерации